# Tantolundens luftvärnsställning

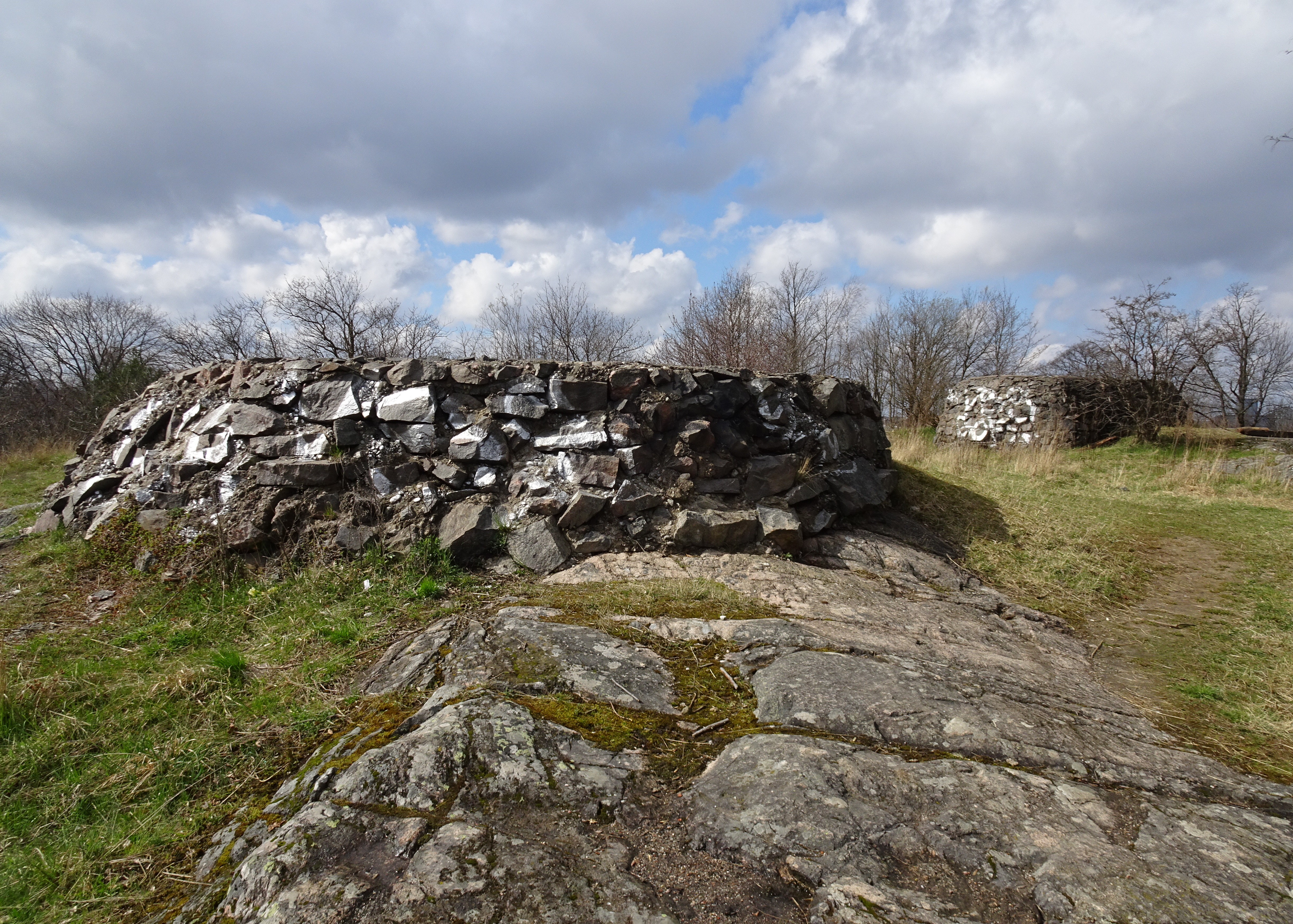
Två av pjäsvärnen i april 2016.

Tantolundens luftvärnsställning i Stockholm var belägen på höjden cirka 300 meter väster om parken Tantolunden och ovanför Tantolundens koloniträdgårdsområde. Anläggningen bestod av skyttevärn och pjäsvärn och kunde bemannas med 47 man under beredskapsåren 1939 till 1945.  Huvuduppgiften för  Tantolundens luftvärnsställning var att försvara Årstabron och Liljeholmsbron. Om försvaret hade brutit samman var tanken att spränga Årstabron innan fienden kunde nyttja den. Idag (2011) finns fyra tydliga pjäsplatser kvar medan resten har rivits eller plomberats (förseglats permanent).  

## Bakgrund

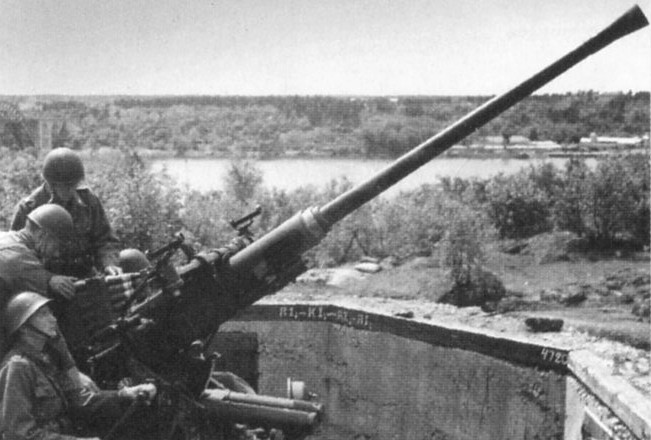
Tantolundens luftvärnsbatteri med en 40 mm luftvärnsautomatkanon. I bakgrunden syns Årstaviken.

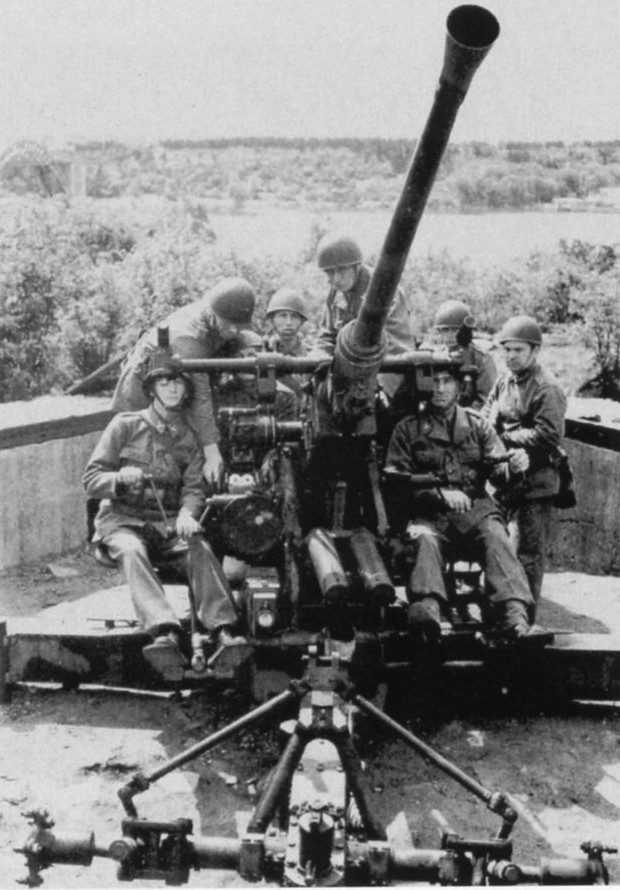
Luftvärnsbatteriet, i bakgrunden t.v. syns Årstabron.

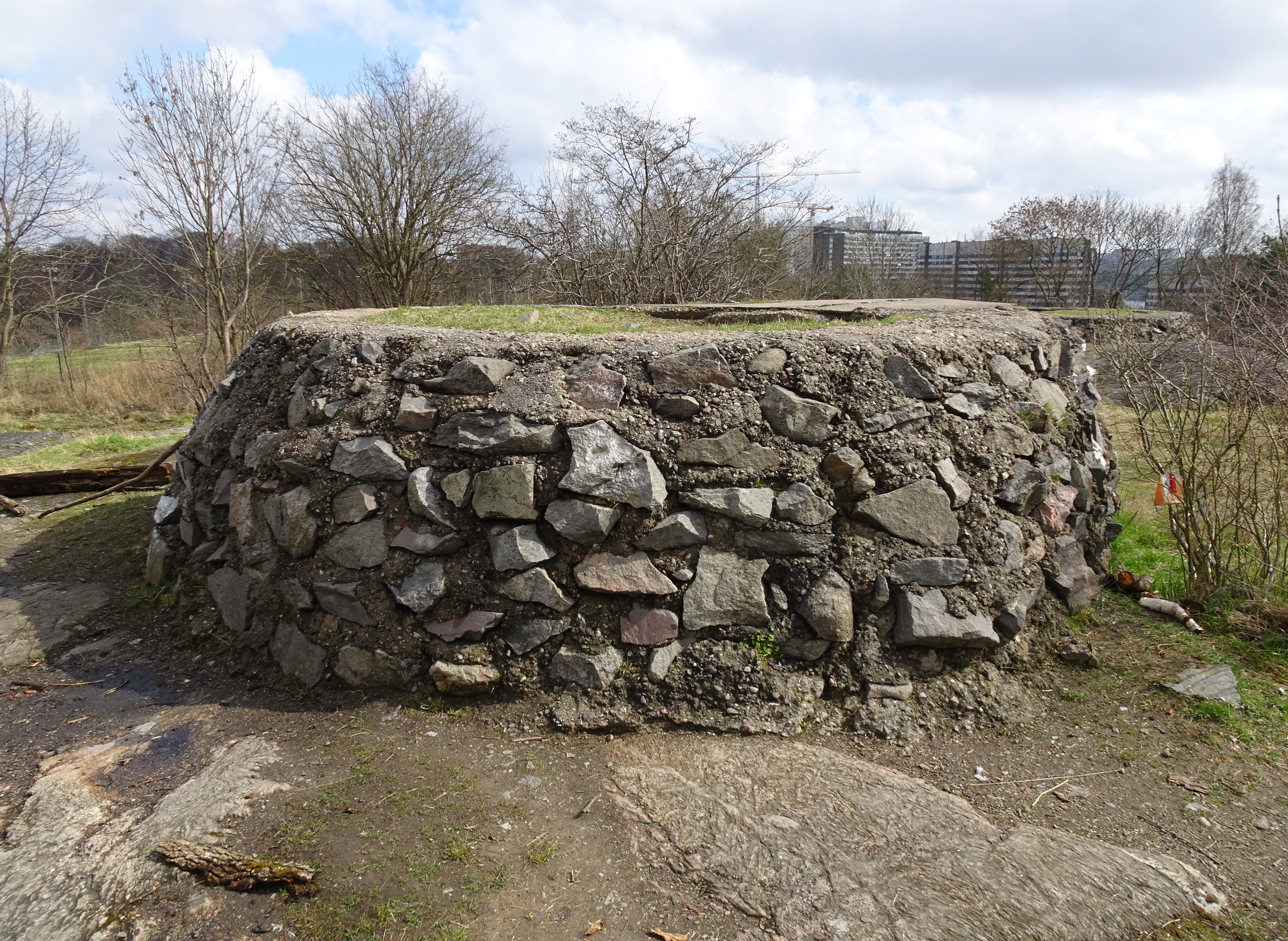
En av de numera igenfyllda ställningar i april 2016.

Runt Stockholm fanns under åren 1939 till 1945 ett femtiotal luftvärnsbatterier med olika bestyckning och dessutom flera platser utrustade med strålkastare och lyssnarapparater. Dessa började anläggas redan innan krigsutbrottet 1939 och kompletterade den inre och yttre H-linjen (huvudförsvarslinjen) kring huvudstaden. De kraftfullaste batterierna var bestyckade med 75 mm luftvärnskanoner, de minsta med 8 mm luftvärnskulsprutor. Ofta var uppgiften att skydda infrastrukturobjekt som broar och farleder.
Stockholms luftvärnsbatterier var inte bemannade dygnet runt från 1939–1945 men vid vissa kritiska perioder var förbanden stridsgrupperade i ställningarna, som i september 1939 (krigsutbrottet av andra världskriget), april 1940 (invasion av Danmark och Norge genom Nazityskland) och sommaren 1941 (Operation Barbarossa, Nazitysklands anfall på Sovjetunionen). I slutet av 1944 skulle Stockholms luftförsvar förstärkas ordentligt med 49 grova pjäser.

## Luftvärnsställningen
Anläggningen som ligger på berget ovanför Tantolundens koloniträdgårdar undersöktes i maj 2002 av RAÄs personal. I deras inventering framgår att hela luftvärnsställningen täckte ett område på cirka 135x65 meter och bestod då av cirka sju skyttevärn av betong och sten samt en 1–1,5 meter hög skyddsvall.
Anläggningen på Tantolunden förfogade över två 40 mm luftvärnsautomatkanoner av typ m/36 från Bofors. Pjäserna i Tantolunden var hjulbundna och förvarades i bevakade förråd när läget var lugnt. De värn som fortfarande syns på Tantoberget är pjäsvärn medan alla skyttevärn numera är rivna. Skyttevärnen fanns cirka 50 meter från pjäsvärnen och skulle bemannas med soldater till försvar av sitt eget batteri. Vid varje pjäs arbetade sju soldater. Hela anläggningen bemannades med 47 man vars medelålder låg kring 35 år, alltså personer från hemvärnet och landstormen.